# Teijeburen
Teijeburen of Teyeburen (Fries: Teiebuorren of Teyebuorren) is een buurtschap in de gemeente Noardeast-Fryslân, in de Nederlandse provincie Friesland. Teijeburen ligt tussen Holwerd en Ternaard, ten zuiden van de Waddenzee. De buurtschap bestaat uit vier huizen/boerderijen en ligt aan de Holwerterdyk, de N358.

## Geschiedenis
De buurtschap Teijeburen is rond 1850 ontstaan. In 1899 werd het vermeld als Teijebuurt. De plaatsnaam zou erop duiden dat het een nederzetting (buurt) was van de persoon Teije.
Teijeburen lag tot de gemeentelijke herindeling van 1984 in de gemeente Westdongeradeel. Daarna in de gemeente Dongeradeel, waarna deze in 2019 opging in Noardeast-Fryslân.
Steden, dorpen en gehuchten: Aalsum · Anjum · Augsbuurt · Birdaard · Blija · Bornwird · Brantgum · Burum · Dokkum · Ee · Engwierum · Ferwerd · Foudgum · Genum · Hallum · Hantum · Hantumeruitburen · Hantumhuizen · Hiaure · Hogebeintum · Holwerd · Janum · Jislum · Jouswier · Kollum · Kollumerpomp · Kollumerzwaag · Lichtaard · Lioessens · Marrum · Metslawier · Munnekezijl · Moddergat · Morra · Nes · Niawier · Oosternijkerk · Oostmahorn · Oostrum · Oudwoude · Paesens · Raard · Reitsum · Ternaard · Triemen · Veenklooster · Waaxens · Wanswerd · Warfstermolen · Westergeest · Wetsens · Wierum · Zwagerbosch

Buurtschappen: Abbewier · Bartlehiem (deels) · Beintemahuis · Betterwird · Bollingawier · Bonte Hond · Bornwirdhuizen · Boteburen · Brandeburen · De Dellen · De Keegen · De Kolk · De Leegte · De Rijp · De Wirden · De Schans · Dijkshorne · Dokkumer Nieuwe Zijlen · Drieboerehuizen · Ezumazijl · Groot Medhuizen · Halfweg · Hallumerhoek · Hanenburg · Hantumerhoek · Huis ter Noord · Kettingwier · Klein Medhuizen · Kletterbuurt · Kollumeroudzijl · Krabburen · Laagland · Lutkewier · Molenbuurt · Nieuwland · Oudeterp · Oudwouderzijlen · Reidswal · Scharnehuizen · Stiem · Teerd · Teijeburen · Tergracht (deels) · Ter Lune · Tibma · Tilburen · Tiltjeburen · Vaardeburen · Veldburen · Vijfhuizen (Hallum) · Vijfhuizen (Ternaard) · Visbuurt · Weerdeburen · Westerburen · Westernijkerk · Wie · Wijgeest · Zevenhuizen

Streken: 't Schoor · Galilea · It Paradyske · Lutkelaard · Sibrandahuis · Steenharst · Steenvak · Wildpad (deels) · Zandbulten · Zwagerveen

Friesland: Steden en dorpen      Nederland: Provincies · Gemeenten